# Karlshuld
Karlshuld ist eine Gemeinde im oberbayerischen Landkreis Neuburg-Schrobenhausen. Sie gilt als „Metropole“ des Donaumooses.

## Geographie
Die Gemeinde liegt in der Planungsregion Ingolstadt.
Es gibt sechs Gemeindeteile (in Klammern ist der Siedlungstyp angegeben):
- Grasheim (Dorf)
- Karlshuld (Pfarrdorf)
- Kleinhohenried (Dorf)
- Kochheim (Dorf)
- Nazibühl (Weiler)
- Neuschwetzingen (Dorf)

## Geschichte

### 18. bis 20. Jahrhundert
Die Ortschaft wurde im Zuge der ab 1790 begonnenen Trockenlegung des Donaumooses im Jahr 1795 als Kolonie von Karl Freiherr von Eckart gegründet und nach Kurfürst Karl Theodor Carlshuld genannt. Der Ort war bis 1840 Sitz einer Adelshofmark (bzw. eines Patrimonialgerichts). 1804 hatte sie bereits über 300 Einwohner – fünfmal so viele wie ursprünglich geplant. Aufgrund des Zuzugs von Kolonisten gibt es in Karlshuld seit dem 19. Jahrhundert neben der katholischen auch eine evangelische Pfarrkirche, eine Besonderheit im ländlichen Raum Altbayerns, die auch kennzeichnend für die beiden Nachbargemeinden Untermaxfeld und Ludwigsmoos ist. Die Lebensbedingungen waren insbesondere in der Anfangszeit sehr hart und besserten sich im Lauf der Jahrzehnte nur wenig. 1824 wurde eine wenig später wieder geschlossene Spinnerei gegründet, daneben gab es Korbflechterei, 1898 entstand die Moorversuchsanstalt. Im Jahre 1910 zählte die Gemeinde 1481 Einwohner. Der Ort behielt Züge eines Notstandsgebiets, bis endlich nach 1945 der grundlegende wirtschaftliche Aufschwung Westdeutschlands einsetzte, wobei sich für Karlshuld im Lauf der Zeit die Nähe zur Industriestadt Ingolstadt immer positiver auswirkte.

### Eingemeindungen
Im Zuge der Gebietsreform in Bayern wurden am 1. Mai 1978 die Gemeinde Grasheim und Teile der Gemeinde Berg im Gau eingegliedert.

### Einwohnerstatistik
Zwischen 1988 und 2018 wuchs die Gemeinde von 3842 auf 5799 um 1957 Einwohner bzw. um 50,9 %.
Die Religionszugehörigkeit der Bevölkerung der Gemeinde Karlshuld betrug 2015 63,16 Prozent bei den Katholiken, 18,41 Prozent bei den Protestanten und 18,43 Prozent lebten ohne Religionszugehörigkeit.

## Politik

### Bürgermeister
Erster Bürgermeister ist seit Mai 2020 Michael Lederer (Freie Wähler Karlshuld), der unter zwei Bewerbern mit 87,1 % gewählt wurde.

### Gemeinderat
Der Gemeinderat in der Wahlperiode 2014/20:
- Freie Wähler 12 Sitze
- CSU 6 Sitze
- SPD 3 Sitze

Bei der Kommunalwahl am 15. März 2020 ergab sich für die Legislaturperiode 2020 bis 2026 folgende Sitzverteilung:
- Freie Wähler Karlshuld 11 Sitze
- CSU 6 Sitze
- Die Unabhängigen Karlshulder 3 Sitze

Die SPD reichte keinen Wahlvorschlag mehr ein.

### Wappen
| Wappen Gemeinde Karlshuld | Blasonierung: „Unter silbernem Schildhaupt, darin nebeneinander drei durchgehende rote Rauten, in Schwarz drei von einem silbernen Wellenbalken im Schildfuß überdeckte wachsende goldene Mooskolben.“ |
| Wappen Gemeinde Karlshuld | Wappenbegründung: Die drei Rauten im Schildhaupt sind aus dem Stammwappen der ausgestorbenen Familie Eckart übernommen. Karl Freiherr von Eckart begründete die Donaumoos-Siedlung Karlshuld. Auf 500 Tagwerk Moosgründen siedelte er ab 1790 Kolonisten an, die die nassen Böden kultivierten. 1795 wurde Karlshuld adlige Hofmark, dann 1819 Patrimonialgericht, das 1825 durch Tausch an den Staat kam. Der Hauptort Karlshuld ist nach seinem Gründer benannt. Der Wellenbalken, ein heraldisches Flusssymbol, weist auf die nahe Donau und allgemein auf den Wasserreichtum des Gemeindegebiets hin. Die Feldfarbe Schwarz und die wachsenden goldenen Mooskolben versinnbildlichen die Lage im Donaumoos, in dem sich die im 19. Jahrhundert arme Moorkolonie zur heute blühenden Gemeinde Karlshuld entwickelt hat. Dieses Wappen wird seit 1981 geführt. |

## Sehenswürdigkeiten

### Haus im Moos
Das Haus im Moos im Gemeindeteil Kleinhohenried ist ein Freilichtmuseum mit Umweltbildungsstätte und Tagungsstätte.

### Baudenkmäler

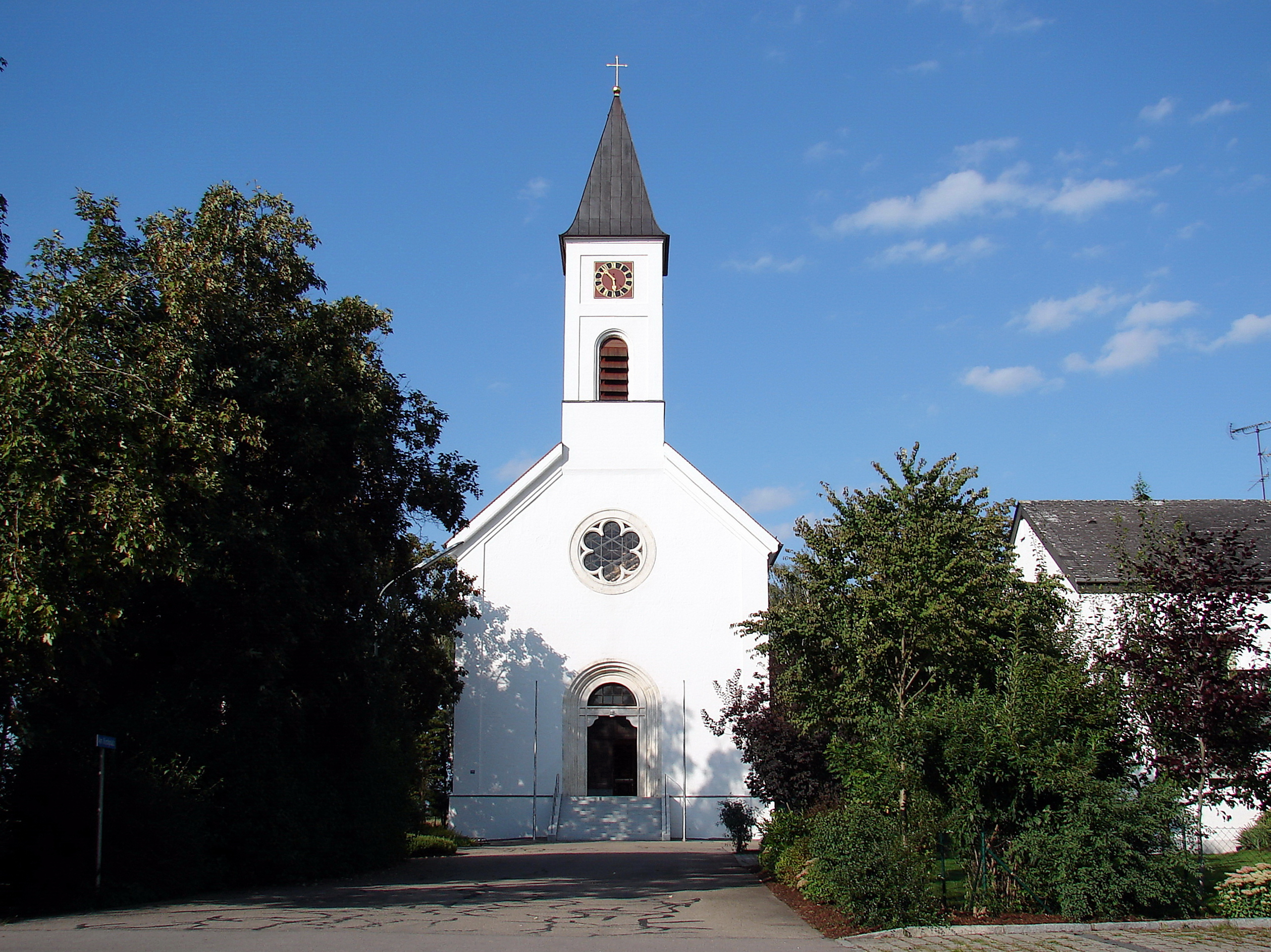
Sankt Ludwig

## Infrastruktur
In Karlshuld gibt es eine katholische und eine evangelisch-lutherische Kirchengemeinde sowie eine Volksschule (Grund- und Mittelschule). Bis 2019 hatte die frühere Raiffeisenbank Donaumooser Land eG ihren Sitz in Karlshuld.

## Persönlichkeiten

### Söhne und Töchter der Gemeinde
- Karl Leipziger (1925–2009), evangelischer Theologe

### Mit der Gemeinde verbundene Persönlichkeiten
- Johann Evangelist Georg Lutz (1801–1882), Mystizist und Pfarrer im Ort, versuchte eine frühe katholisch-apostolische Gemeinde zu gründen
- Roland Weigert (* 1968), Landtagsabgeordneter, ehemaliger Staatssekretär und ehemaliger Landrat, wohnt im Ortsteil Kleinhohenried